# R-36 (raketa)
R-36 je rodina mezikontinentálních balistických raket (ICBM), které Sovětský svaz vyvinul během Studené války. Původní R-36 byla v indexu GRAU označena jako 8K67, v kódu NATO SS-9 Scarp. Nesla tři bojové hlavice a byla první sovětskou raketou s více návratovými tělesy (v angličtině Multiple Independent Reentry Vehicle – MIRV).
Pozdější verze R-36M byla v indexu GRAU označena 15A14 a 15A18, v kódu NATO SS-18 Satan. Ta byla některými analytiky Spojených států označena za raketu poskytující Sovětskému svazu výhodu prvního úderu oproti USA, zejména díky schopnosti rychlého znovunabití sila a velkému počtu až 10 bojových hlavic. Americké rakety té doby, jako například Minuteman III, nesly maximálně hlavice tři.
R-36 se stala základem pro rodinu civilních nosných raket Cyklon a středně těžkých nosných raket Dněpr, schopné vynést na oběžnou dráhu až 4 500 kg nákladu.
Raketa R-36 byla vyvinuta v podniku Pivdenmaš, v Ukrajinské SSSR (v té době součástí Sovětského Svazu). Po rozpadu SSSR spolupracovala Ukrajina s Ruskem na údržbě a prodloužení životnosti raket, tato spolupráce ale byla ukončena po ruské anexi Krymu v roce 2014. Rusko proto hodlá nahradit rakety R-36M novou těžkou mezikontinentální raketou RS-28 Sarmat (v kódu NATO SS-X-30 Satan 2), na které pracovali pouze ruští odborníci.

## Historie

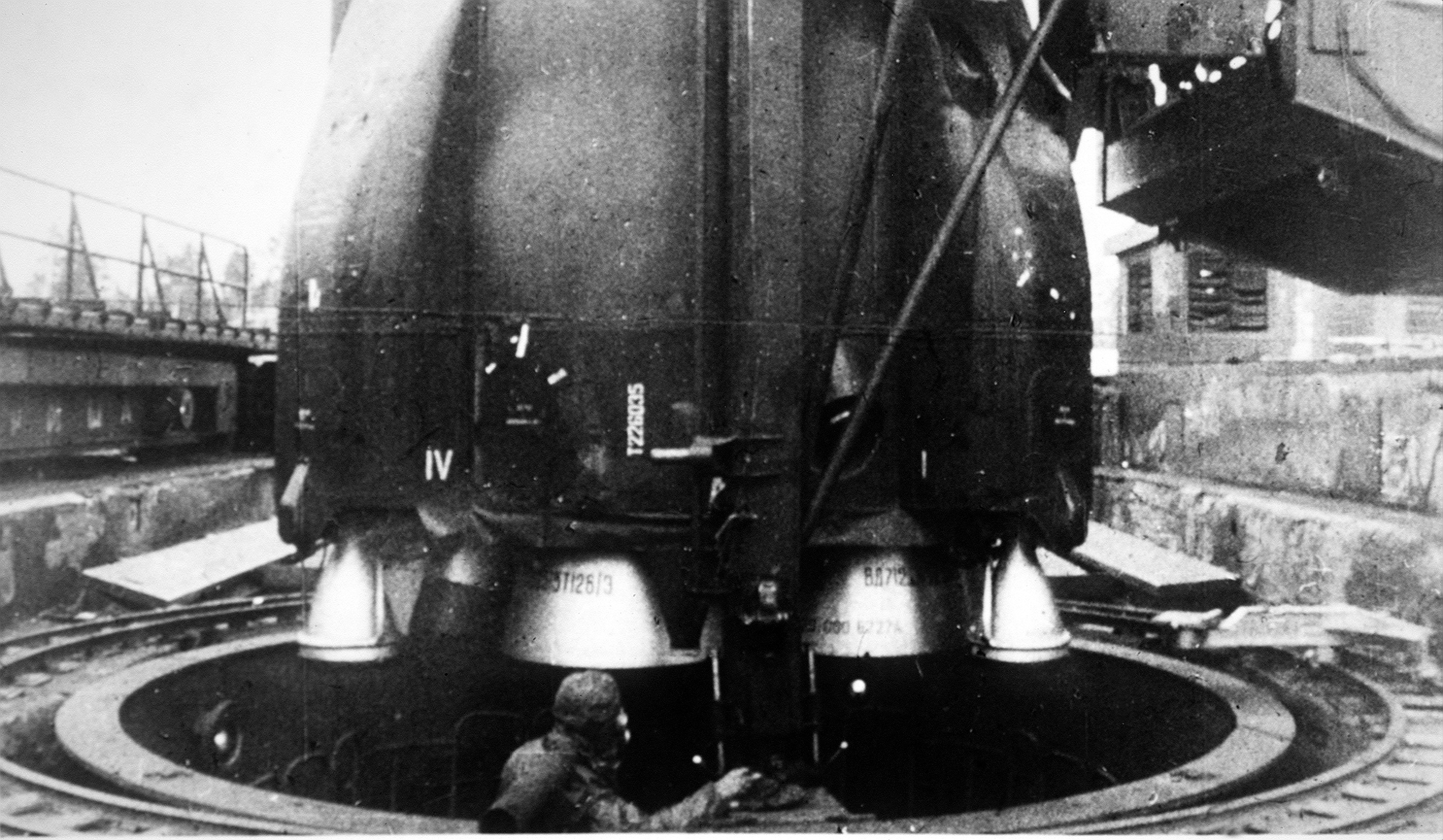
Trysky raket R-36 (SS-9 Scarp)

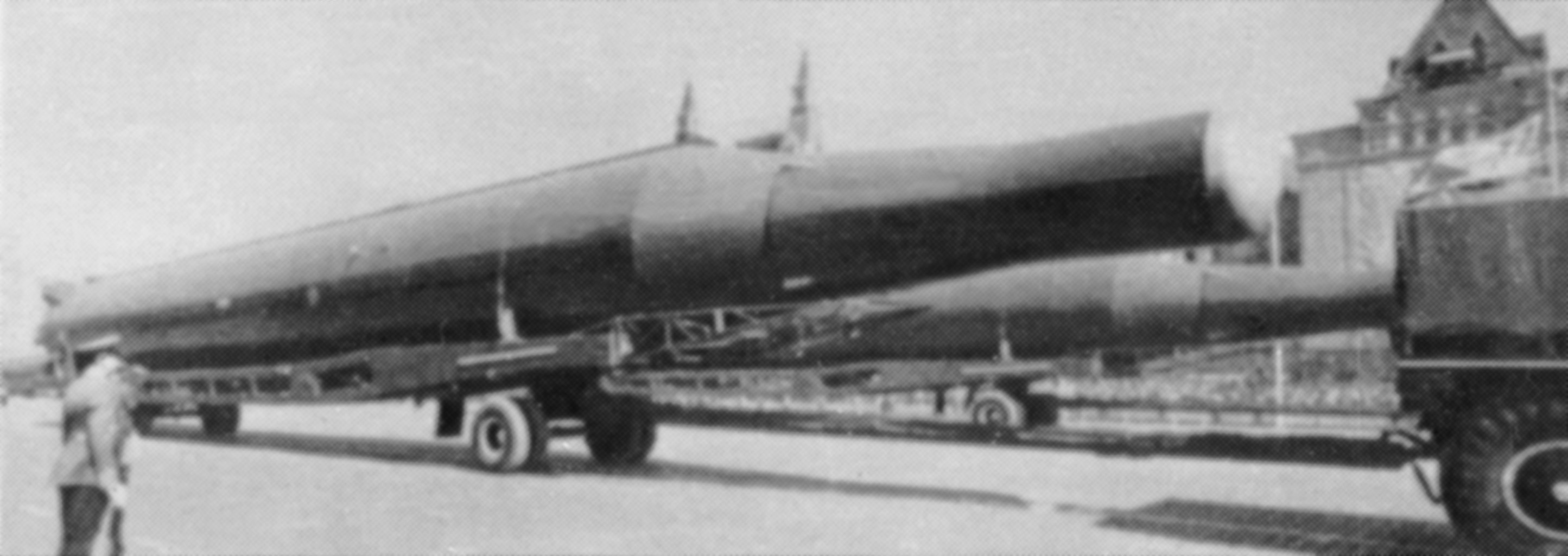
Sovětská mezikontinentální balistická raketa R-36 (SS-9 Scarp) namontovaná na vozidle.

Vývoj R-36 byl zahájen v roce 1962 v konstrukčním kanceláři OKB-586 „Pivdenne“ v Dněpropetrovsku, Ukrajinská SSSR a navazoval na program starší rakety R-16. Hlavním konstruktérem byl Michail Jangel. Řídicí systém pro tuto raketu byl navržen v konstrukční kanceláři NPO „Elektropribor“ v Charkově, taktéž na Ukrajině. Zpočátku se vyvíjely 3 verze: lehká, těžká a orbitální. Letové zkoušky probíhaly v letech 1962 až 1966, kdy bylo dosaženo počáteční operační způsobilosti.
Zpráva o vývoji orbitální verze vyvolala na Západě znepokojení vzhledem k faktu, že Sověti budou schopni vynést velké množství jaderných zbraní na oběžnou dráhu, kde je nebude možné zachytit. Zbraně by mohly být teoreticky ponechány na oběžné dráze po neomezeně dlouhou dobu. Perspektiva orbitálních jaderných zbraní vedla obě strany k dohodě o smlouvě zakazující umístění zbraní hromadného ničení ve vesmíru.
V roce 1970 byl zahájen vývoj čtvrté verze, schopné nést více hlavic, která byla v následujícím roce testována.
Další zdokonalování R-36 vedlo ke konstrukci R-36M (v kódu NATO SS-18 Satan), která poskytovala teoretickou výhodu prvního úderu – tj. schopnost zničit řídicí střediska a odpalovací sila amerických raket Minuteman dříve, než mohly provést odvetný úder. Sovětský svaz ani později Ruská federace však nikdy veřejně nevymezily konkrétní úlohu této rakety ve svém jaderném arzenálu.
Původní konstrukce rakety R-36M počítala s jedinou mohutnou hlavicí o síle 12 Mt TNT s doletem 10 600 km. Střela byla poprvé testována v roce 1973, ale tento test skončil neúspěchem. Po několika odkladech byla R-36M nasazena v prosinci 1975. Tato konstrukce (Mod-1) obsahovala jedinou 18-20 Mt hlavici a měla dolet něco přes 11 000 km. R-36M prošla šesti samostatnými modifikacemi, přičemž první modifikace (Mod-1) byla vyřazena do roku 1984.
Poslední modifikace (Mod-6) označená R-36M-2 „Vojvoda“ byla nasazena v srpnu 1988. Tato střela mohla dopravit stejnou 18-20 Mt hlavici na vzdálenost 16 000 km. Modifikace Mod-2, 4 a 5 se zaměřovaly hlavně na možnost nést současně více bojových hlavic a překonávaly svůj protějšek, americkou střelu LGM-118 Peacekeeper v síle, doletu a schopnosti přežití. Byly však méně přesné než americké střely.

### Operační nasazení
Při plném nasazení ještě před rozpadem Sovětského svazu v roce 1991 bylo v provozu 308 odpalovacích sil R-36M. Po rozpadu SSSR se jich 204 nacházelo na území Ruské federace a 104 na území nově nezávislého Kazachstánu.
V následujících několika letech Rusko snížilo počet odpalovacích sil R-36M na 154, aby vyhovělo smlouvě START I. Část raket v Kazachstánu (54 z nich) spadala pod 57. raketovou divizi v Žangiz-Tobe (Solněčnyj) v Semipalatinské oblasti. Dalším zařízením pro R-36 v Kazachstánu byla 38. raketová divize v Deržavinsku v Turgajevské oblasti. Demontáž 104 odpalovacích zařízení umístěných v Kazachstánu byla dokončena v září 1996.

### Snižování počtů z důvodů životnosti

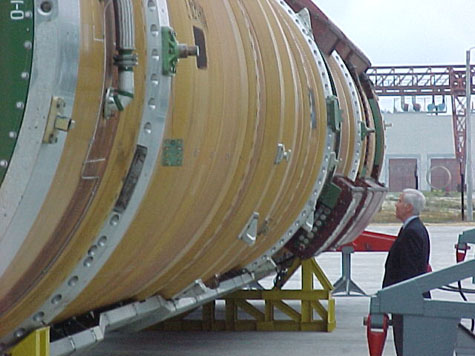
Americký senátor Richard Lugar kontroluje raketu SS-18 připravovanou k vyřazení.

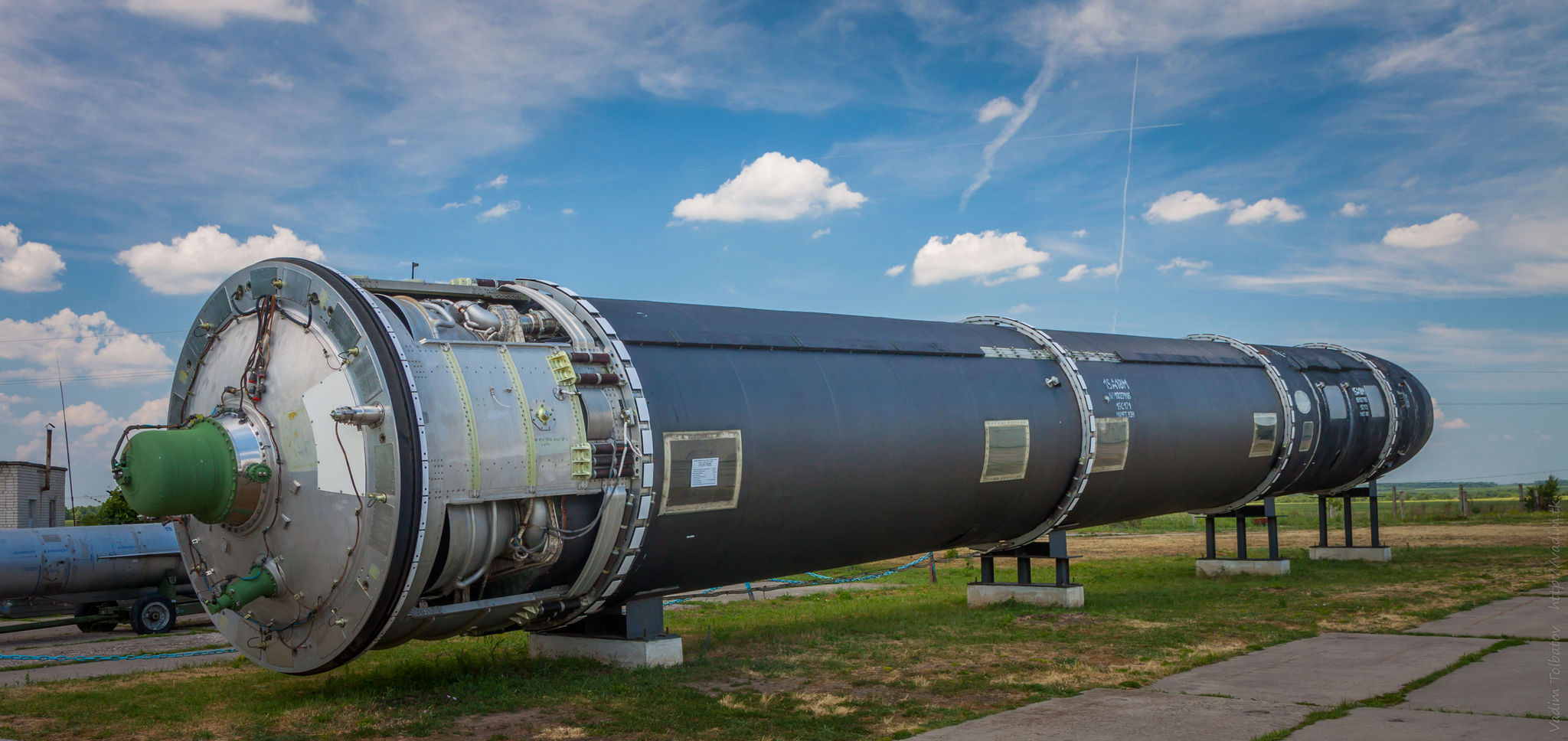
Vyřazená raketa R36M v muzeu

V posledním desetiletí ruské ozbrojené síly postupně snižují počet provozovaných raket R-36M a vyřazují ty, které stárnou po uplynutí projektované provozní životnosti.
V březnu 2006 uzavřelo Rusko s Ukrajinou dohodu, která upravuje spolupráci obou zemí při údržbě raket R-36M2. Uvádělo se, že spolupráce s Ukrajinou umožní Rusku prodloužit životnost raket R-36M2 nejméně o deset až 28 let. Spolupráce však byla ukončena po ruské anexi Krymu v roce 2014.
Smlouva START II měla vyřadit všechny rakety R-36M, ale nevstoupila v platnost a rakety zůstaly ve službě. Rusko postupně snižovalo počet provozuschopných R-36M a v březnu 2013 jich zůstalo pouze 55 (všech 10 ve verzi Mod 5). Asi 40 raketám byla prodloužena životnost, takže zůstaly ve službě přibližně do roku 2021.
Velitel strategických raketových vojsk generálporučík Andrej Švajčenko 16. prosince 2009 oznámil, že Rusko plánuje do roku 2016 vyvinout novou mezikontinentální raketu na kapalné palivo (RS-28 Sarmat) schopnou nést 10 bojových hlavic, která rakety Vojvoda nahradí.

## Design
Střely rodiny R-36M/SS-18 nebyly nikdy nasazeny s více než deseti hlavicemi, ale vzhledem k jejich velké hmotnosti (8,8 tuny, jak je uvedeno ve smlouvě START) mají kapacitu nést podstatně větší detonační sílu.
Mezi projekty, které Sovětský svaz zvažoval v polovině 70. let, patřil i projekt rakety 15A17 – pokračovatelky rakety R-36MUTTH (15A18). Střela by měla ještě větší startovací hmotnost – 9,5 tuny – a byla by schopna nést velmi velký počet bojových hlavic. Uvažovalo se o pěti různých verzích rakety. Tři z těchto verzí by nesly běžné bojové hlavice: 38 × 250 kt, 24 × 500 kt nebo 15-17 × 1 Mt. Dvě modifikace měly nést řízené hlavice: 28 × 250 kt nebo 19 × 500 kt. Žádný z těchto modernizovaných modelů však nebyl nikdy vyvinut.
Smlouva SALT II, podepsaná v roce 1979, zakazovala zvyšovat počet hlavic, které mohly mezikontinentální rakety nést. Stejně tak ze strategického hlediska nebylo soustředění takového množství hlavic na raketách umístěných v silech považováno za žádoucí, protože by se tím velká část hlavic SSSR stala zranitelnou vůči protiúderu.
Operační nasazení R-36M/SS-18 se skládalo z rakety R-36MUTTH, která nesla deset hlavic o síle 500 kt, a jejího následovníka R-36M2 (15A18M), který nesl deset hlavic o síle 800 kt (v určitém období existovaly také verze s jednou hlavicí o síle 8,3 Mt nebo 20 Mt).
Aby se smlouva částečně obešla, byla raketa vybavena 40 klamnými hlavicemi, které využívaly nevyužitou kapacitu kvůli omezení na 10 hlavic. Tyto klamné cíle by se pro jakýkoli obranný systém jevily jako hlavice, čímž by se případná protiraketová obrana stala téměř neúčinnou.

## Varianty

### R-36 (SS-9)

#### R-36
R-36 (SS-9) je dvoustupňová raketa poháněná kapalným palivem (asymetrický dimethylhydrazin – UDMH + tetroxid dusíku jako okysličovadlo). Nese jeden ze dvou typů návratových těles vyvinutých speciálně pro tuto raketu:
- SS-9 Mod 1 s jednou jadernou hlavicí o síle 18 megatun TNT
- SS-9 Mod 2 s jednou jadernou hlavicí o síle 25 megatun TNT

#### R-36ORB
Vývoj verze systému, na Západě označovaném jako Fractional Orbital Bombardment System – FOBS (v kódu NATO SS-9 Mod 3), začal 16. dubna 1962. Oproti tradičním mezikontinentálním raketám poskytuje FOBS výhodu, kdy je hlavice dopravena na nízkou oběžnou dráhu, kde může teoreticky zůstat dlouhou dobu a vyčkávat na pokyn k sestupu k cíli s pomocí deorbitálního motoru. To ji činí jen velmi těžce zachytitelnou, s velmi omezenou možností odhadnout předem dráhu k cíli. Hlavice může být nasměrována na Severní Ameriku přes jižní pól, čímž by se vyhnula odhalení systémy včasného varování NORAD, které jsou orientovány severně.
Struktura a konstrukce systému FOBS byly podobné konvenčnímu systému R-36. Hlavní rozdíl byl v konstrukci návratového tělesa, které bylo vybaveno jednou hlavicí o síle 2,4 Mt, deorbitálním motorem a řídicím blokem. Řídicí systém nezávisle na sobě využíval inerciální navádění a radarový výškoměr.
Sovětský svaz vybudoval pro zkoušky R-36ORB na kosmodromu Bajkonur dvě povrchové rampy na LC-67/1 a LC-67/2 a šest podzemních sil (dvě na LC-80 a po jednom na LC-140, LC-141 a LC-142).
První start R-36ORB se uskutečnil 28. září 1963 a skončil neúspěchem, když raketa vteřinu po startu ztratila tah, spadla zpět na rampu a explodovala. Tento debakl vedl k propuštění ředitele programu V. P. Petrova a jeho nahrazení V. N. Solovjevem. Rampa LC-67/1 byla opravena a další test se úspěšně uskutečnil 3. prosince.
Následující zkoušky dopadly lépe, nicméně LC-80/1 musela být po další nehodě při startu 13. ledna 1965 přestavěna. O dva měsíce později se při nakládání pohonných látek na LC-67/1 vznítila raketa R-36 a explodovala, čímž byla rampa na devět měsíců vyřazena z provozu. Při zkušebním startu č. 17 (10. října 1964) byla hlavice vytažena na padáku. Letové zkoušky rakety byly dokončeny 20. května 1968 a 19. listopadu téhož roku byla uvedena do provozu. První (a jediný) pluk s 18 nosnými raketami byl nasazen 25. srpna 1969. V letech 1963–1975 vzlétlo celkem 139 raket 8K67, přičemž 16 z nich selhalo.
SSSR vyřadil R-36ORB ze služby v lednu 1983 v rámci smlouvy SALT II. Z konstrukce R-36ORB vychází řada civilních nosných raket Cyklon.

#### R-36P
Raketa R-36P (SS-9 Mod 4) nesla tři návratová tělesa. Stejně jako původní R-36 byla vypouštěna ze sila za tepla.

### R-36M (SS-18 Satan)

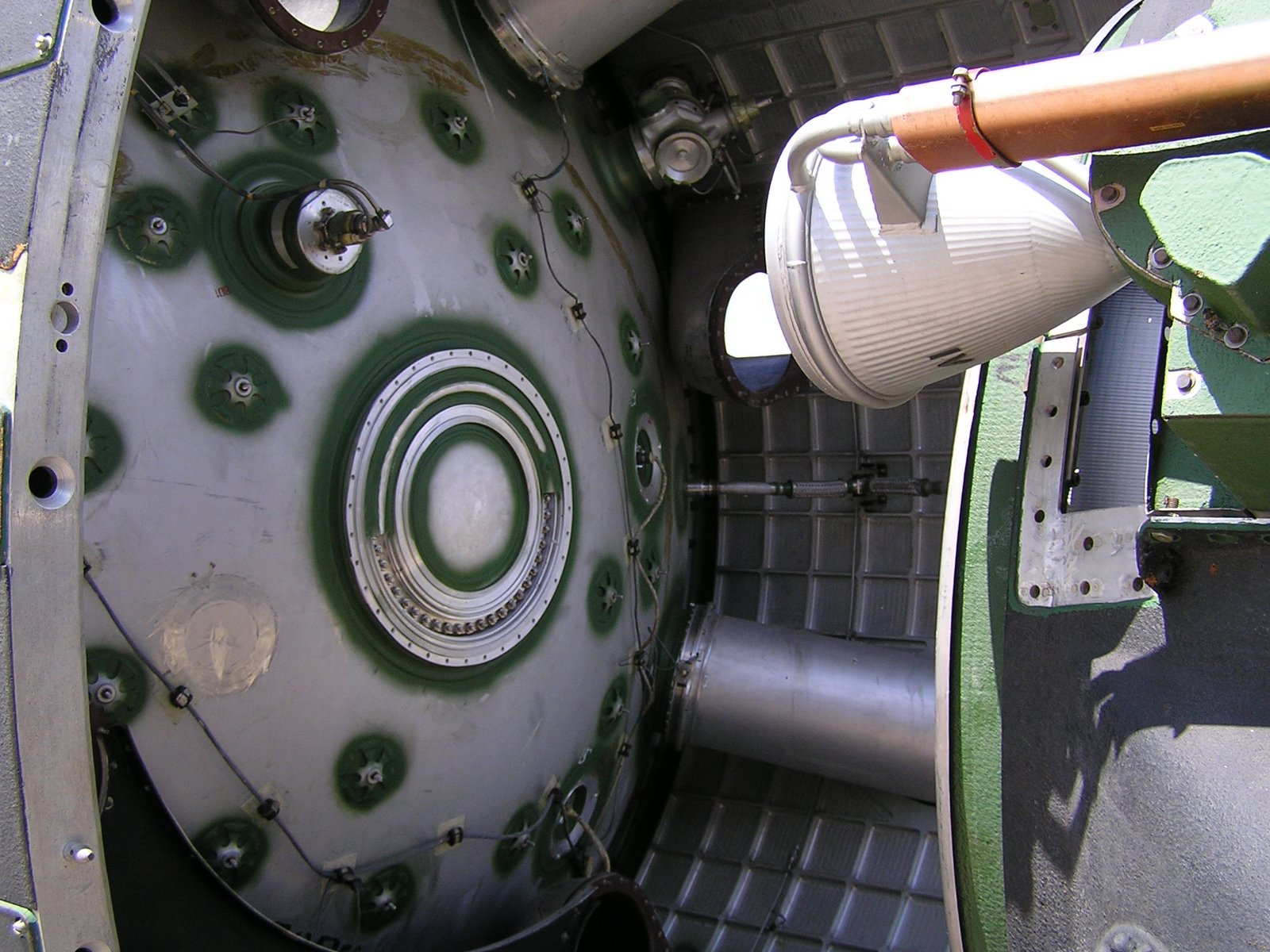
Raketa R-36M v Muzeu strategických raketových sil na Ukrajině.

Raketa R-36M, v kódu NATO známá jako SS-18 Satan, je konstrukčně podobná R-36, ale má kapacitu pro montáž 10 hlavic, každé o síle 550-750 kt, nebo jedné hlavice o síle až 20 Mt. Startovací hmotnost rakety je 8 800 kg. Tím se sovětská R-36 stává nejtěžší mezikontinentální raketou na světě. Pro srovnání, nejtěžší americká (vyřazená LGM-118 Peacekeeper, která nesla 10 hlavic po 300 kt) měla méně než polovinu této hmotnosti – 4 000 kg. R-36M má dva stupně. První má motor o tahu 4,5 MN se čtyřmi spalovacími komorami a tryskami. Druhý stupeň je jednokomorový motor o tahu 755 kN.
R-36M byla umístěna do 39 m hlubokého sila v trubicovém kontejneru. Při startu raketa využívá systém měkkého startu (nazývaný také studený start), kdy je raketa vypuštěna ze sila pomocí plynového generátoru. Motory rakety se pak zažehnou až desítky metrů nad zemí, čímž se snižuje riziko poškození startovního sila rázovými vlnami a přetlakem.

#### R-36M (SS-18 Mod 1)
SS-18 Mod 1 nesla jedno velké návratové těleso s výkonem bojové hlavice 18-25 Mt na vzdálenost asi 11 000 km. V lednu 1971 byly zahájeny zkoušky studeného startu, během nichž byl zdokonalen odpal ze sila. Skutečné letové zkoušky rakety Mod 1 byly zahájeny 21. února 1973, i když některé zdroje uvádějí, že zkoušky začaly již v říjnu 1972.
Fáze testování R-36M s různými typy hlavic byla ukončena v říjnu 1975 a 30. prosince 1975 raketa dosáhla operační způsobilosti (i když některé západní zdroje naznačují, že způsobilosti bylo dosaženo již počátkem roku 1975). Do roku 1977 jich bylo rozmístěno celkem 56, všechny však byly do roku 1984 nahrazeny raketami verzí Mod 3 nebo Mod 4. Tyto vysoce účinné zbraně byly na Západě hodnoceny jako pravděpodobně vyvinuté k útokům na americká řídicí střediska mezikontinentálních balistických raket Minuteman.

#### R-36M (SS-18 Mod 2)
SS-18 Mod 2 zahrnovala až osm návratových těles, každé s bojovou hlavicí o síle 0,5 až 1,5 Mt, s možností doletu přibližně 10 200 km. Tělesa byla umístěna v párech a v příďovém kuželu byl umístěn post-booster s řídicím a pohonným systémem. Letové zkoušky verze Mod 2 začaly v září 1973, přičemž operační způsobilosti bylo dosaženo v roce 1975. Do roku 1978 bylo nasazeno přibližně 132 kusů, ale konstrukce nosiče po startu měla vážné nedostatky a všechny rakety Mod 2 byly do roku 1983 nahrazeny variantou Mod 4.

#### R-36M (SS-18 Mod 3)
Raketa SS-18 Mod 3 nesla jedno velké návratové těleso, který byl vylepšenou verzí SS-18 Mod 1. Dne 16. srpna 1976, několik měsíců po zařazení R-36M do služby, byl schválen vývoj vylepšené modifikace R-36M (15A14). Tato střela následně dostala označení R-36MUTTKh (15A18) a do prosince 1976 ji vyvíjela společnost KB Južnoje (OKB-586). Dne 29. listopadu 1979 začalo rozmisťování vylepšené verze R-36M s jedním návratovým tělesem nesoucím bojovou hlavici o síle 18-25 Mt.

#### R-36MUTTKh (SS-18 Mod 4)
SS-18 Mod 4 byl pravděpodobně určen k ničení ICBM a dalších opevněných cílů v USA. Její zvyšující se přesnost umožnila snížit sílu hlavic a umožnila zvýšit počet hlavic z 8 na 10. Podle některých západních odhadů důkazy naznačovaly, že Mod 4 může být schopen nést až 14 návratových těles.
Letové zkoušky rakety R-36MUTTKh byly zahájeny 31. října 1977 a v listopadu 1979 byly dokončeny letové zkoušky návratových těles. První tři pluky byly uvedeny do bojové pohotovosti 18. září 1979. V průběhu roku 1980 bylo rozmístěno celkem 120 raket SS-18 Mod 4, které nahradily poslední zbývající rakety R-36 (SS-9). V letech 1982-1983 byly zbývající rakety R-36M rovněž nahrazeny novými R-36MUTTKh a celkový počet rozmístěných raket dosáhl maximálního počtu 308, stanoveného ve smlouvě SALT I.
Síly SS-18 Mod 4 měly podle odhadů schopnost zničit 65 až 80 procent raketových sil amerických mezikontinentálních raket při použití vždy dvou jaderných hlavic proti každému silu. Odhadovalo se, že i po tomto typu útoku bude k dispozici více než 1000 hlavic SS-18 pro další údery proti cílům v USA. Po roce 2009 byly všechny SS-18 Mod 4 vyřazeny ve prospěch novějších SS-18 Mod 5.

#### R-36M2 Vojvoda (SS-18 Mod 5)

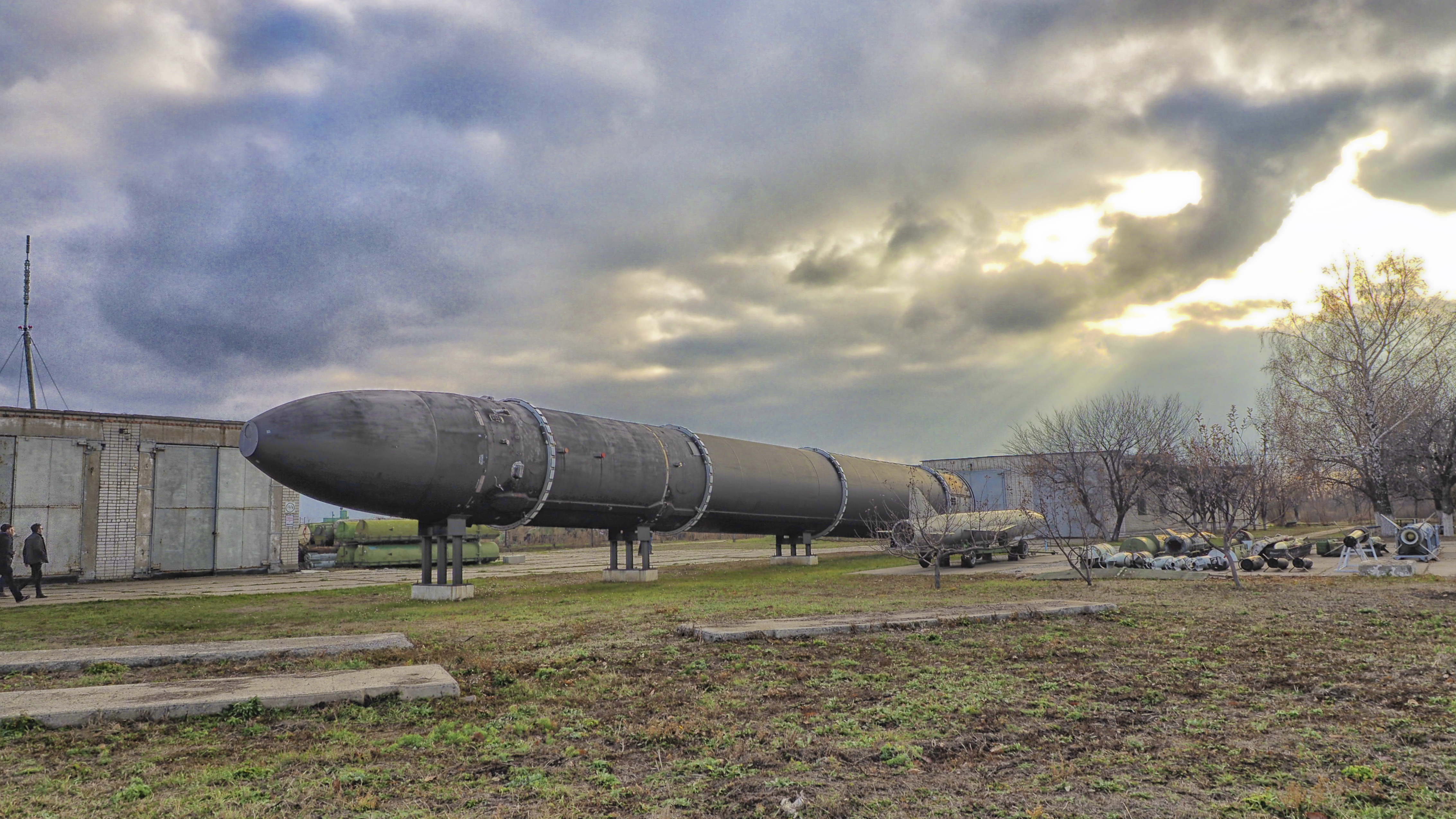
Raketa R-36M2 Vojvoda v muzeu

Novější a přesnější R-36M2 „Vojvoda“ verze SS-18 Mod 5 umístěná v přestavěných silech umožnila, aby SS-18 zůstaly oporou schopnosti ničit opevněné cíle. Mod 5 nese 10 hlavic, přičemž každá z nich má vyšší účinek než předchozí hlavice Mod 4 (podle západních odhadů téměř dvojnásobnou účinnost oproti Mod 4 – přibližně 750 kt až 1 Mt), ačkoli ruské zdroje uvádějí účinnost 550-750 kt u každé z nich. Zvýšení výkonu hlavic Mod 5 spolu se zvýšením přesnosti by podle smlouvy START pomohlo Rusům udržet jejich schopnost ničení opevněných cílů i při 50procentním snížení počtu těžkých mezikontinentálních raket, které dohoda START vyžaduje.
Technické návrhy na stavbu modernizované těžké ICBM byly předloženy v červnu 1979. Raketa následně dostala označení R-36M2 Vojvoda a průmyslové indexové číslo 15A18M. Projekt rakety R-36M2 byl dokončen v červnu 1982. R-36M2 měla řadu nových technických prvků. Motor druhého stupně je kompletně zabudován do palivové nádrže (dříve se to používalo pouze u SLBM) a byla změněna konstrukce transportně-odpalovacího kontejneru. Na rozdíl od R-36M je 10 bojových hlavic na post-boosteru umístěno na speciálním rámu ve dvou kruzích.
Letové zkoušky R-36M2 vybavené 10 hlavicemi začaly v březnu 1986 a byly ukončeny v březnu 1988. První pluk s těmito raketami byl uveden do bojové pohotovosti 30. července 1988 a nasazen byl 11. srpna 1988. SS-18 Mod 5 je jedinou operačně nasazenou variantou.
Jedním z nejdůležitějších rysů rakety je její uložení v kontejneru, vloženém do sila. Kontejner slouží jako minometná hlaveň – na svém dně pod střelou má bubnu podobný „píst“. Ten je naplněn pomalu hořící náplní vytvářející tlak plynu, který střelu podobně jako minomet vytlačí z kontejneru. Teprve když je střela několik metrů nad silem s nyní už prázdným kontejnerem, je „píst“ malým raketovým motorem odtlačen do strany tak, aby jej zážeh hlavního motoru rakety nenasměroval zpět a nedošlo k poškození sila.
Tím je silo a) ušetřeno před náporem plamenů  z hlavního motoru a b) prázdný kontejner může být ze sila rychle odstraněn a nahrazeným novým kontejnerem obsahujícím další raketu. To umožňuje rychle vypustit druhou salvu ještě před příletem hlavic z protiúderu protivníka. Tato vlastnost vzbuzovala na americké straně během jednání SALT/START hluboké obavy, neboť dávala Sovětskému svazu možnost znovu zasadit úder americkým cílům po ukončení první „výměny“ raket.

#### R-36M2 Vojvoda (SS-18 Mod 6)
Letové zkoušky rakety R-36M2 Vojvoda nesoucí jednu bojovou hlavici (SS-18 Mod 6) o síle 20 Mt byly dokončeny v září 1989 a rozmisťování začalo v srpnu 1991. Rozmístěno bylo celkem deset raket verze Mod 6. Jedním ze zamýšlených účelů těchto velkých hlavic byla detonace ve velkých výškách, která měla prostřednictvím velmi silného elektromagnetického impulsu (EMP) vyřadit elektroniku a komunikace protivníka. Nicméně nejpravděpodobnější použití by bylo proti řídicím střediskům odpalování amerických mezikontinentálních raket, jak bylo deklarováno v projektu hlavic Mod 3. Všechny rakety SS-18 Mod 6 byly vyřazeny z provozu koncem roku 2009.

### Odvozené varianty

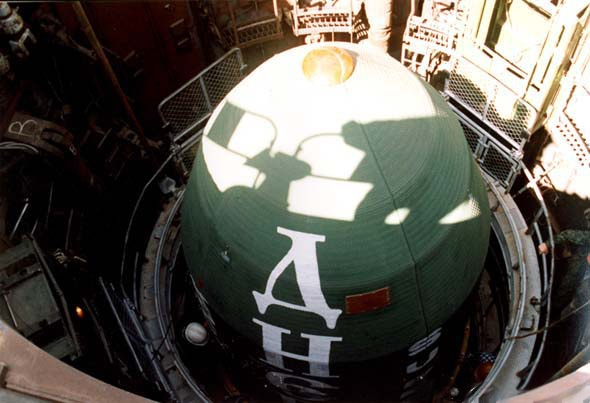
Civilní raketa Dněpr uvnitř sila

Několik zbývajících raket R-36M bylo upraveno na vesmírné nosné rakety pro civilní komerční využití, kdy vynášely lehké družice na nízkou oběžnou dráhu Země. Raketa Cyklon-2 byla schopna vynést 2 820 kg a Cyklon-3 až 4 100 kg nákladu. Byly vyřazeny v roce 2006, resp. 2009. Nosný systém Dněpr může na oběžnou dráhu vynést dokonce 4 500 kg. V roce 2020 bylo k dispozici celkem 150 raket R-36M pro tuto přestavbu.
Zvažovala se také modifikace raket R-36M Vojvoda pro ničení přilétajících asteroidů o velikosti až 100 m, jako je například Čeljabinský meteor.

## Uživatelé
Rusko – Raketová vojska strategického určení jsou jediným provozovatelem raket R-36. V lednu 2020 bylo rozmístěno 46 raket v silech:
- 13. raketová divize v Jasném, Orenburská oblast
- 62. raketová divize v Užuru, Krasnojarský kraj

### Dřívější uživatelé
Sovětský svaz